# 小坂英二
小坂 英二（こさか えいじ、1972年〈昭和47年〉11月5日 - ）は、日本の政治家。日本保守党（百田尚樹設立・CPJ）所属。元東京都荒川区議会議員（6期）。神奈川県横浜市戸塚区出身。

## 経歴
祖父・分藤雄吉は電信第二聯隊に所属。京都市立東和小学校、京都市立陶化中学校、京都市立日吉ヶ丘高等学校、神奈川県立座間高等学校を経て、1995年に慶應義塾大学法学部政治学科卒業後、武蔵野銀行、新進党本部職員、西川太一郎代議士秘書を経て2003年4月、東京都荒川区議会議員初当選。
2012年8月19日、頑張れ日本!全国行動委員会、国会議員らと共に尖閣諸島での慰霊祭に参加。その際、水島総やその他の地方議員らと共に上陸が禁止されている魚釣島に上陸。軽犯罪法違反の疑いで1時間ほどの任意聴取を受けたが、逮捕されなかったため、調書は作成されなかった。
2012年9月29日に所属していた日本創新党が日本維新の会への合流を理由に解散した後も、荒川区議会における一人会派として「日本創新党」に所属していた。日本保守党の結党に参加し、会派「日本創新党」を2023年9月13日に「日本保守党」へ名称変更した。
小坂は、荒川区が2022年4月から同性カップルらを公的に認証するパートナーシップ制度を導入することに反対し、「同性カップルには子供を産み次世代に引き継ぐ可能性は有りません」とTwitter上で発信した。
2024年10月27日投開票の第50回衆議院議員総選挙には日本保守党から比例南関東ブロック第1位で立候補し、同時に区議会議員を失職したが、同ブロックで日本保守党は議席を確保できず落選した。
2025年5月27日には同年7月の第27回参議院議員通常選挙に日本保守党の候補者として東京都選挙区から立候補することを発表した。
2025年5月30日、モスクワでプーチン大統領と面会していた安倍晋三元首相の妻安倍昭恵氏に対して『国賊』と自身のX（旧Twitter）上で発信して大炎上させた。
2025年7月20日に実施された第27回参議院通常選挙の投開票の結果、276,097票（得票率3.97%）を獲得したが32人中11位で落選した。
選挙後、日本保守党の衆議院東京都第29区支部長に就任した。また、比例代表で当選した日本保守党代表百田尚樹の公設第一秘書に就任した。

## 外国人移民問題
- 小坂の街頭演説での発言内容が排外主義と解釈されることから、差別やヘイトスピーチと受け取られ、様々なトラブルを起こしている。[15]

- セブン-イレブンの店頭に貼られたたまごサンドのポスターに日本語の表記がなく、英語と中国語でしか表記がないことに不満があり、自身のX（旧Twitter）で発信した。[16]

- 朝鮮大学校出身者の司法試験合格はあってはならないと自身のX（旧Twitter）で発信した。[17]

- 朝鮮学校への公費助成に反対している。自身のX（旧Twitter）で朝鮮に対する嫌悪的な内容の発信をしている。[18]

## LGBTへの発言
- 「『同性愛は異常な形です。社会は標準の形を大切に！「色覚異常」と「同性愛という異常な形」は同じ論理で捉えるべき。マスコミによる言論封殺に異議申し立て！取材どうぞ！』日本創新党　荒川区議会議員小坂英二の考…」と発言した[19]。
- 「チャンネルAJER　シリーズ「地方議員の切り込み隊長、小坂英二の国護り」の第219回は『新たな利権と権力のフロンティア、LGBT標準化。同性婚制度化は外人偽装結婚加速の道具に』と題して語らせていただきました。宜しければご覧下さい。」と発言した[20]。
- 「ところが、同性カップルには子供を産み次世代に引き継ぐ可能性は有りません。愛し合う形に様々な多様性が有ることを尊重すべきと考えますが、それを何でも法制度に位置付ければ良い訳では無い。　男女の結婚という「標準的な形」を保護し法制度に位置付けるというラインを踏み外してはなりません。」と発言した[10][21]。

## 著書
- 『タブーなき告発 : 日本を蝕むものとの戦い』武田ランダムハウスジャパン、2012年11月。
- 『タブーなき告発 : 日本を蝕むものとの戦い』太陽出版、2013年3月。

## 役職
- パチンコ違法化・大幅課税を求める議員と国民の会代表世話人[4]
- 頑張れ日本!全国行動委員会荒川支部顧問[4]
- 日本創新党元・組織委員長
- 女性専用車両に反対する会 元・顧問
- 日本保守党衆議院東京都第29区支部長